# Parafia św. Jana i Pawła Męczenników w Zabrzu Makoszowach
Parafia świętych Jana i Pawła Męczenników w Zabrzu Makoszowach – parafia w dekanacie Kochłowice w archidiecezji katowickiej. Została erygowana 1 sierpnia 1925 roku.